# Sidero
En la mitología griega, Sidero (Σιδηρώ, Sideró, «de hierro») es recordada por ser la madrastra de Tiro, a quien maltrataba cruelmente. Sidero y Tiro pudieran tener relación con las grafías de las ciudades de Sidón y Tiro.  
Diodoro dice que tras la muerte de Alcídice, Salmoneo tomó una segunda esposa llamada Sidero, que trataba a Tiro con dureza, como una madrastra. Apolodoro, en cambio, alega que cuando llegaron a la madurez los hijos de Tiro y Poseidón, los gemelos Pelias y Neleo, quisieron vengarla. Sidero se refugió en un templo de Hera, pero Pelias la mató encima del altar. La diosa determinaría entonces la ruina de Pelias. Sófocles ya se hace eco del nombre de Sidero cuando dice «ciertamente, como tu nombre, eres como el hierro (cruel)».
Aunque el nombre de Sidero ya está atestiguado en Sófocles, el personaje pertenece a la tragedia y por eso a veces no concuerda bien con la sucesión genealógica de los Eólidas. Ningún autor nos revela quiénes eran los padres de Sidero. Diodoro dice que Sidero fue la segunda esposa de Salmoneo, pero Hesíodo dice que tanto Salmoneo como su mujer y el resto de su familia (a excepción de Tiro) fueron muertos por el rayo de Zeus.   Autores tardíos dicen que Tiro, ya siendo criada en el palacio de Creteo, era atormentada por Sidero; pero no se indica si Sidero se había desposado después con Creteo. Probablemente el relato tardío ya unió las dos versiones existentes: la de la épica, en la que no interviene Sidero y la de la tragedia, en la que sí aparece.
Dos de las tragedias perdidas de Sófocles, ambas llamadas Tiro, proporcionan algunos detalles, aunque están sujetas a hipótesis. Se supone que Salmoneo aún estaba vivo y que de alguna forma se había inclinado a favor de su mujer, Sidero, en el contencioso que ésta tenía con su hijastra.
En relación con los malos tratos que recibía Tiro de su madrastra Sidero y su representación plástica en la tragedia, Pólux, al referirse a los tipos especiales de máscaras teatrales, alude concretamente a la de nuestra heroína en Sófocles, que era de color amoratado en las mejillas, para poder reproducir mejor su sufrimiento, producto de los golpes de Sidero.